# رئيس ألمانيا (1919–1945)
رئيس الرايخ هو رئيس الدولة الألمانية بموجب دستور فايمار، الذي دخل حيز التنفيذ رسميًا من 1919 إلى 1945. في اللغة الإنجليزية كان يشار إليه عادة باسم رئيس ألمانيا. العنوان الألماني Reichspräsident يعني حرفيا رئيس الرايخ.
أنشأ دستور فايمار نظامًا شبه رئاسي تم فيه تقسيم السلطة بين الرئيس والحكومة والبرلمان. تم انتخاب رئيس الرايخ مباشرة بموجب الاقتراع العام للبالغين. كان من المفترض أن يحكم الرئيس بالاقتران مع الرايخستاغ (المجلس التشريعي) وأن سلطات الطوارئ الخاصة به لن تمارس إلا في ظروف استثنائية، ولكن عدم الاستقرار السياسي في فترة فايمار والفصائل المشلولة في المجلس التشريعي، يعني أن الرئيس أصبح يشغل منصبًا يتمتع بسلطة كبيرة (لا يختلف عن الإمبراطور الألماني الذي حل محله) ، قادرًا على التشريع بمرسوم وتعيين وإقالة الحكومات حسب الرغبة.
في عام 1934، بعد وفاة الرئيس هيندنبورغ، تولى المستشار أدولف هتلر منصب الرئاسة،  لكنه لم يستخدم عادة لقب الرئيس - ظاهريًا احتراماً لهيندنبورغ - وفضل الحكم بلقب الفوهرر («قائد ومستشار الرايخ»). في وصية هتلر الأخيرة في أبريل 1945، قام هتلر بتعيين جوزيف غوبلز خلفًا له كمستشار، لكنه عين كارل دونيتز في منصب رئيس الرايخ، وبالتالي احيا المكتب الفردي لفترة قصيرة حتى استسلام ألمانيا.
أنشأ القانون الأساسي لجمهورية ألمانيا الاتحادية مكتب الرئيس الاتحادي ( Bundespräsident )، الذي هو منصب شرفي رئيسي مجرد -إلى حد كبير- من السلطة السياسية.

## قائمة الرؤساء
† يدل على الأشخاص الذين ماتوا في فترة رئاستهم.
انتخاب
| No. |                    | الرئيس                  | Took office    | Left office      | Time in office     | Party    | Election  |
| --- | ------------------ | ----------------------- | -------------- | ---------------- | ------------------ | -------- | --------- |
| 1   | فريدريش ايبرت      | فريدريش ايبرت           | 11 فبراير 1919 | 28 فبراير 1925 † | 6 سنوات و17 أيام   | SPD      | 1919      |
| –   | هانز لوثر          | هانز لوثر Acting [A]    | 28 فبراير 1925 | 12 مارس 1925     | 12 أيام            | غير حزبي | –         |
| –   | والتر سيمونز       | والتر سيمونز Acting [B] | 12 مارس 1925   | 12 مايو 1925     | 61 أيام            | غير حزبي | –         |
| 2   | بول فون هيندينبيرغ | بول فون هيندينبيرغ      | 12 مايو 1925   | 2 اغسطس 1934 †   | 9 سنوات و82 أيام   | غير حزبي | 1925 1932 |
| 3   | أدولف هتلر         | أدولف هتلر [C]          | 2 أغسطس 1934   | 30 أبريل 1945 †  | 10 سنوات و271 أيام | NSDAP    | 1934      |
| 4   | كارل دونيتز        | كارل دونيتز             | 30 أبريل 1945  | 23 مايو 1945     | 23 أيام            | NSDAP    | –         |

A  شغل هانز لوثر، مستشار ألمانيا، منصب رئيس لدولة ألمانيا في الفترة من 28 فبراير 1925 إلى 12 مارس 1925.
B  شغل كان والتر سيمونز، رئيس المحكمة العليا الألمانية، منصب رئيس ألمانيا في الفترة من 12 مارس 1925 إلى 12 مايو 1925.
C  شغل أدولف هتلر منصب الفوهرر (منصب الرئيس والمستشار) في ألمانيا من 2 أغسطس 1934 إلى 30 أبريل 1945.
عند وفاة الجنرال فيلد مارشال فون هيندينبيرغ، قام أدولف هتلر بدمج مكاتب المستشار ورئيس الدولة في شخصه. لقد صمم لنفسه منصب Führer und Reichskanzler («القائد والمستشار») ، لكنه لم يستخدم لقب رئيس الرايخ. بعد انتحاره في 30 أبريل 1945، رشح هتلر الأميرال الأعلى كارل دونيتز لمنصب الرئيس. تم اعتقال دونيتز في 23 مايو 1945 وتم حل المنصب.

## انتخاب

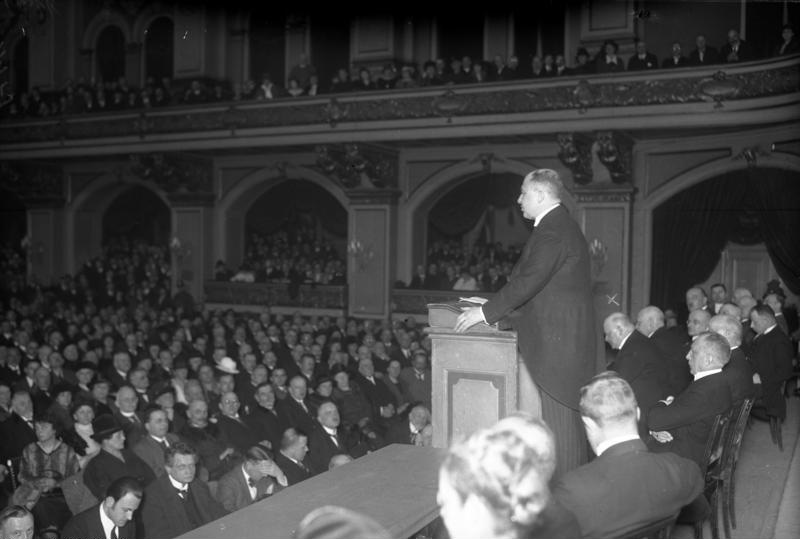
المرشح كارل جاراريس (عن المحافظون والليبراليون الوطنيون) في عام 1925، الجولة الأولى.

بموجب دستور فايمار، تم انتخاب الرئيس مباشرة عن طريق الاقتراع العام للبالغين لمدة سبع سنوات.
ينص القانون على أن الرئاسة كانت مفتوحة لجميع المواطنين الألمان الذين بلغوا سن 35 عامًا. حدث الانتخاب المباشر للرئيس في إطار نظام الدورتين. إذا لم يحصل أي مرشح على تأييد الأغلبية المطلقة للأصوات المدلى بها (أي أكثر من النصف) في الجولة الأولى من التصويت، فسيتم إجراء تصويت ثان في وقت لاحق. في هذه الجولة، تم اعتبار المرشح الذي حصل على تأييد عدد كبير من الناخبين منتخباً. يمكن للمجموعة أيضًا ترشيح مرشح بديل في الجولة الثانية، بدلاً من المرشح الذي دعمته في الجولة الأولى.
لا يمكن أن يكون الرئيس عضوًا في مجلس النواب الألماني (البرلمان) في نفس الوقت. يشترط الدستور أن يؤدي الرئيس اليمين الدستورية عند توليه منصبه (السماح بإدخال لغة دينية إضافية):
أقسم أن أكرس طاقتي لرفاهية الشعب الألماني، ولزيادة الازدهار ولمنع الضرر وتنفيذ دستور الرايخ وقوانينه، واحترام واجباتي بوعي وممارسة العدالة لكل فرد.

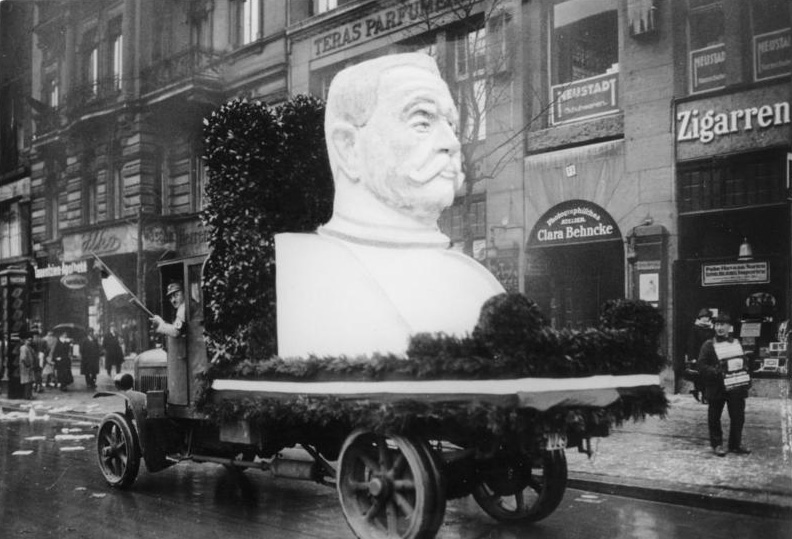
دعاية لبول فون هيندينبيرغ، مرشح اليمين في الجولة الثانية من عام 1925.

في الواقع، أجريت عمليتان رئاسيتان عاديتان فقط بموجب أحكام دستور فايمار، في عامي 1925 و1932:
أول منصب يشغل منصب النائب الاجتماعي فريدريك إبيرت انتخبت من قبل الجمعية الوطنية في 11 فبراير 1919 على أساس مؤقت.
أعتزم إيبرت خوض الانتخابات الرئاسية في عام 1922 عندما بدا أن الغضب الشديد حول اغتيال والتر راتيناو يولد أجواء مؤيدة للجمهوريين. ومع ذلك، أقنع السياسي الليبرالي الوطني غوستاف ستريسمان الأحزاب الوسطية الأخرى بأن الوضع لا يزال مضطربًا جدًا لإجراء الانتخابات. وبالتالي، مدد الرايخستاغ فترة حكم أيبرت إلى 30 يونيو 1925 في أواخر عام 1922، الأمر الذي تطلب تغيير دستوري. توفي إيبرت وهو يشغل منصبه في فبراير 1925.

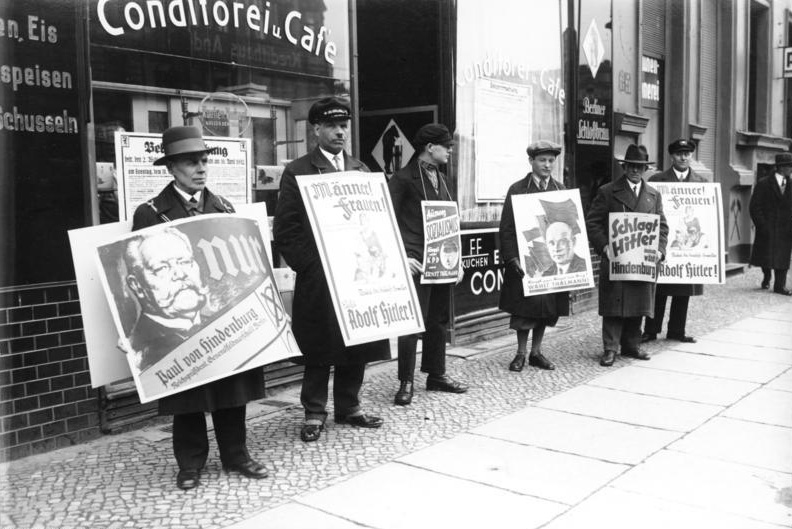
دعاية في موقع الاقتراع، 12 أبريل 1932.

أجريت أول انتخابات رئاسية في عام 1925. بعد أن لم يؤد نتيجة الاقتراع الأول إلى فائز واضح، تم إجراء اقتراع ثانٍ، تمكن فيه بول فون هيندنبورغ، بطل الحرب الذي رشحته الأحزاب اليمينية بعد انسحاب مرشحهم الأصلي بعد الاقتراع الأول، من الفوز بأغلبية. قضى هيندنبورغ فترة ولاية كاملة وتم إعادة انتخابه عام 1932، وهذه المرة رشحته الأحزاب الموالية للجمهورية التي اعتقدت فقط أنه يمكن أن يمنع انتخاب أدولف هتلر في منصبه. توفي هيندنبورغ في منصبه في أغسطس عام 1934 ، أي ما يزيد قليلاً عن عامين بعد إعادة انتخابه، بعد أن عين هتلر كمستشار. ثم تولى هتلر صلاحيات رئيس الدولة، لكنه لم يستخدم لقب الرئيس حتى وفاته، عندما عين كارل دونيتز خليفته له كرئيس في وصيته الأخيرة.

## المعايير الرئاسية

1919-1921
1921-1926
1926-1933
1933-1934
1934-1945